# Jürg Ulrich
Jürg Ulrich (* 4. Februar 1930 in Zürich; † 16. Mai 2017 in Basel) war ein Schweizer Mediziner und Historiker.

## Leben
Jürg Ulrich wurde 1930 in einem bürgerlichen Elternhaus geboren, sein Vater war Rechtsanwalt. 1948 nahm er ein Medizinstudium in Genf auf, wo er, nachdem er mit politisch aktiven Kommilitonen in Kontakt gekommen war, in eine sozialistische Studentengruppe eintrat. Nach einem Auslandssemester in Paris, wo er mit Trotzkisten in Berührung kam, schloss er sein Medizinstudium 1954 in Zürich ab. In den 1950er Jahren war er Mitglied im Sozialistischen Arbeiterbund und war mit dem deutschen Trotzkisten Oskar Hippe befreundet.
Nach einer Ausbildung zum Facharzt für Klinische Neurologie sowie einer Zusatzausbildung als Neuropathologe in Zürich und London war Ulrich von 1972 bis 1995 Professor für Neuropathologie am Universitätsspital Basel. Er spezialisierte sich unter anderem auf die Erforschung von Multipler Sklerose und Alzheimer und publizierte dazu zahlreiche Arbeiten.
Nach seiner Emeritierung studierte Ulrich bis 2005 Osteuropäische Geschichte bei Heiko Haumann an der Universität Basel und unternahm mehrere Recherchereisen nach Russland in die dortigen Archive. Als Ergebnis dieser Recherchen veröffentlichte er eine Biographie des Bolschewiken und sowjetischen Politikers Lew Kamenew sowie ein Buch über die Jugendjahre von Leo Trotzki. Darüber hinaus gründete er 2005 die Stiftung für Sozialgeschichte Osteuropas zur Förderung osteuropabezogener historischer Forschungsprojekte.
Autobiographische Fragmente Jürg Ulrichs wurden kurz nach seinem Tod im VSA-Verlag unter dem Titel Trotzki an der Goldküste publiziert. Sein Nachlass wird im Schweizerischen Sozialarchiv aufbewahrt.

## Schriften (Auswahl)
- Die cerebralen Entmarkungskrankheiten im Kindesalter: Diffuse Hirnsklerosen, Springer, Berlin 1971.
- Grundriss der Neuropathologie, Springer, Berlin 1975.
- (Hg.), Histology and Histopathology of the Aging Brain, Karger, Basel 1988.
- Un militant ouvrier: Oskar Hippe. In: Cahiers Léon Trotsky, Nr. 45 (1991), S. 25–43.
- Histochemistry and Immunohistochemistry of Alzheimer's Disease, G. Fischer, Stuttgart 1993.
- Leo Trotzki als junger Revolutionär, Decaton, Mainz 1995 (Neuauflage: Hamburg 2010).
- Kamenev. Der gemäßigte Bolschewik. Das kollektive Denken im Umfeld Lenins, VSA, Hamburg 2006.
- Trotzki an der Goldküste. Ein Schweizerbürger bei der revolutionären Linken, VSA, Hamburg 2018.